# Josefine Schalk
Josefine Schalk (* 6. November 1850 in Trier; † 24. Oktober 1919 in Kronberg im Taunus) war eine deutsche Malerin.
Schalk war am Städelschen Kunstinstitut u. a. die Schülerin des Zeichenlehrers Heinrich Hasselhorst. Durch dessen Fürsprache machte Schalk später die Bekanntschaft mit Anton Burger in Kronberg im Taunus.
Nach Jahren in München und Umgebung kam sie 1902 nach Kronberg und befreundete sich dort mit dem Maler Fritz Wucherer und dessen Familie. Ab 1912 lebte sie dann auch in dessen Familie. Durch Wucherer, aber auch durch andere Maler inspiriert, schloss sich Schalk bald auch der dort ansässigen Malerkolonie an.
Im Alter von 69 Jahren starb Josefine Schalk 1919.